# Диодот Трифон
Диодот Трифон (на старогръцки: Διόδοτος δ Τρύφων; на латински: Diodotos Tryphon, + 138 пр.н.е.) e цар на елинистичното Селевкидско царство в Сирия от 142 пр.н.е. до 138 пр.н.е.
Диодот Трифон е първо генерал и подкрепя Антиох VI, малкият син на Александър I Балас, изоставя го през 142 пр.н.е. и поема сам властта в Коилесирия, където Деметрий II Никатор не е желан заради лошата му политика към евреите. Тук той има борби с Хасмонеите.
След убийството на Йонатан Хасмоней през 143 пр.н.е. той е нападнат от Антиох VII Сидет и Симон Хасмоней. Той се оттегля в крепостния град Дор (1. Makk. 9, 10-14, 25-27), където Симон го обсажда. Трифон се оттегля в Сирия. Той е победен при Антиохия на Оронт (днес Антакия) и се самоубива.